# Witnekkolibrie
De witnekkolibrie (Florisuga mellivora) is een vogel uit de familie van de kolibries (Trochilidae). De wetenschappelijke naam van de soort werd in 1758 als Trochilus mellivorus gepubliceerd door Carl Linnaeus.
De mannetjes van deze vogel hebben een glanzend blauwe kop, een witte buik en metaalgroene rug. Vrouwtjes kunnen zowel een onopvallend verenkleed hebben van grijsgroen met wit, als een kleurencombinatie die aan de mannetjes doet denken. De onopvallende kleuren komen bij oudere vrouwtjes voor, de opvallende bij jong en oud. Doordat ze op mannetjes lijken, vertonen de mannetjes minder interesse in de kleurrijke vrouwtjes. Dat heeft als voordeel dat jonge vrouwtjes die nog niet geslachtsrijp zijn met rust gelaten worden door mannetjes.

## Verspreiding en leefgebied
Deze soort komt voor van zuidelijk Mexico door het Amazonebekken.
Er worden twee ondersoorten onderscheiden:
- F. m. mellivora: van zuidelijk Mexico tot Bolivia en Brazilië, ook op Trinidad.
- F. m. flabellifera: Tobago.

## Status
De grootte van de populatie is in 2019 geschat op 5-50 miljoen volwassen vogels. Op de Rode lijst van de IUCN heeft deze soort de status niet bedreigd.  

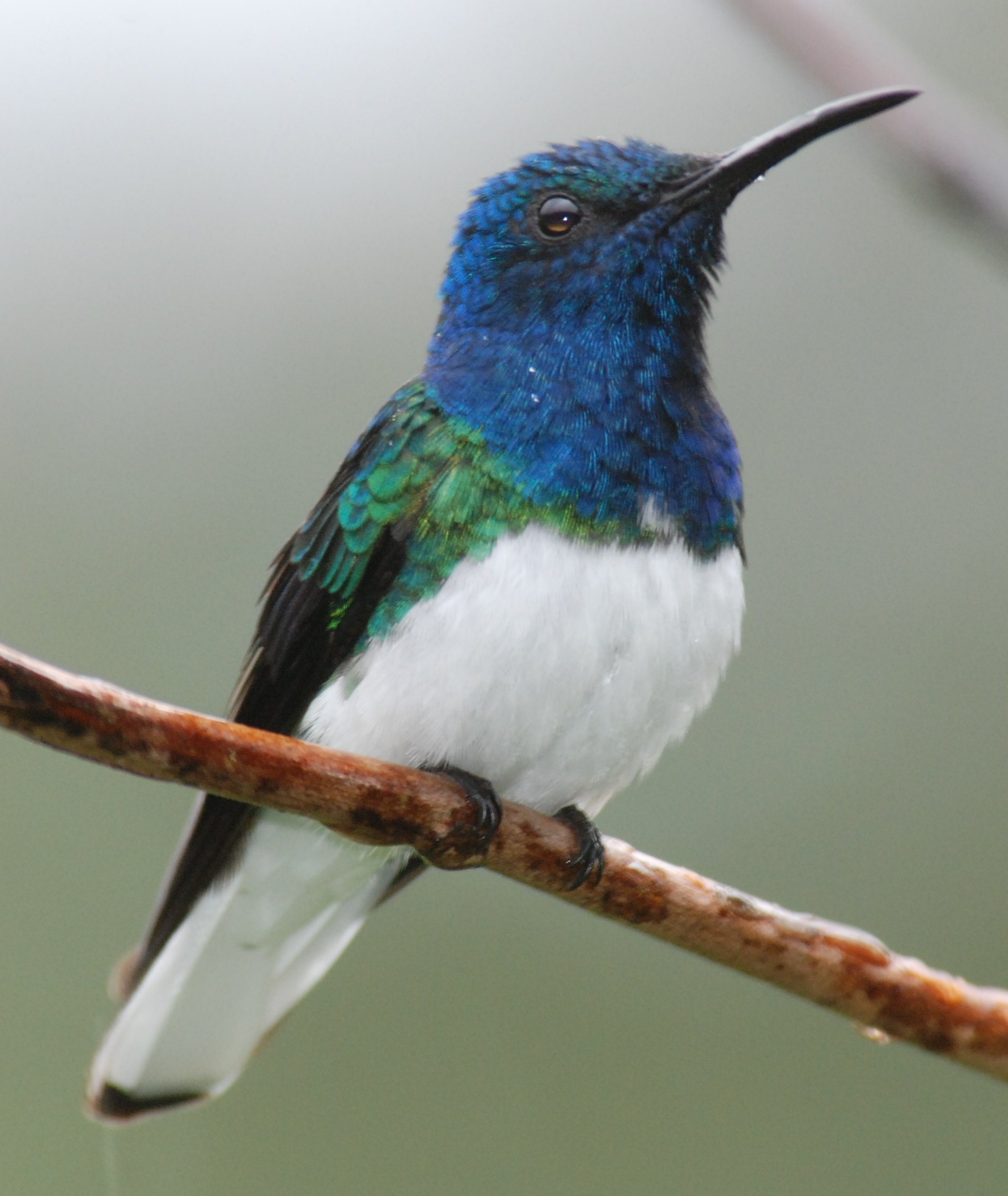
mannetje
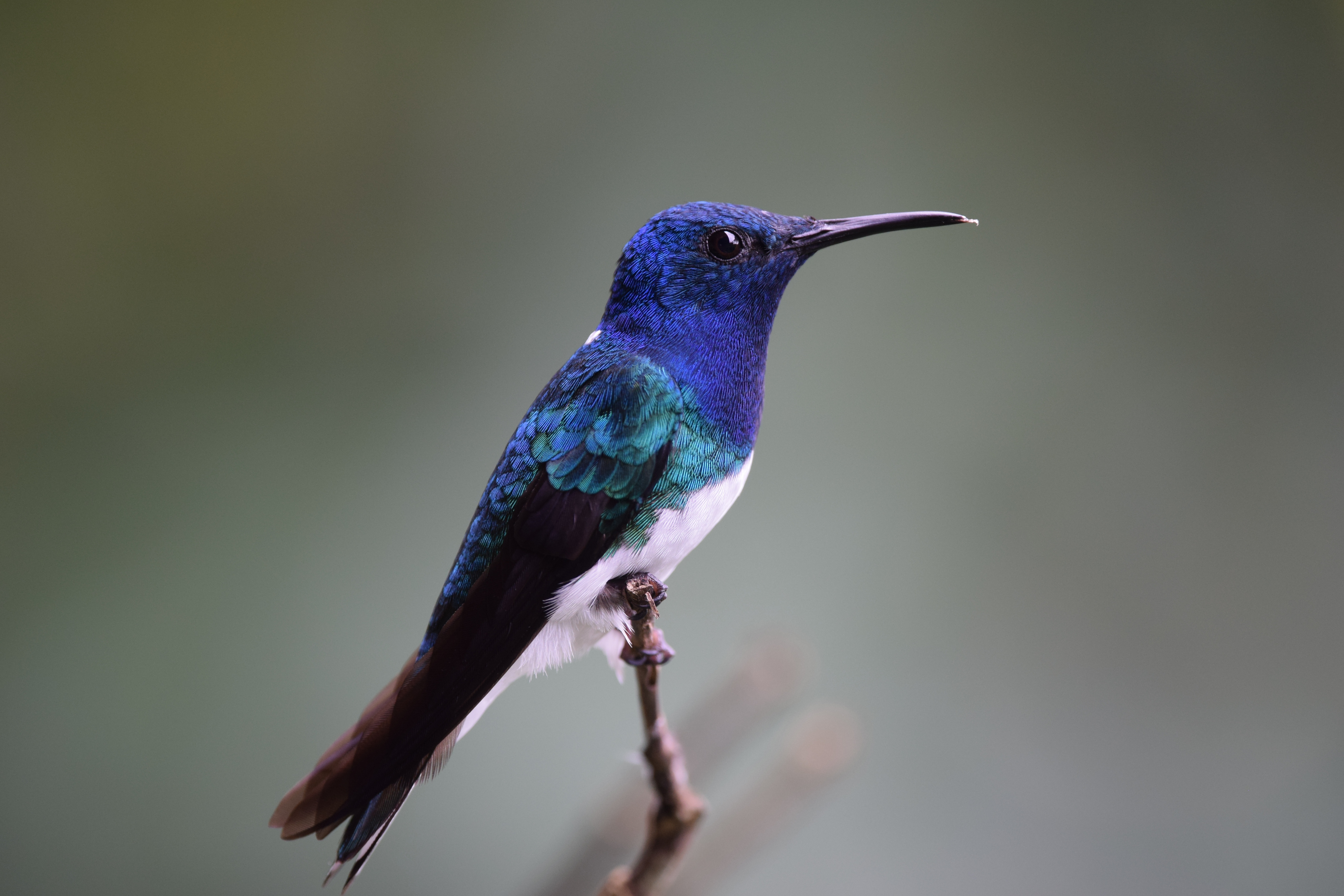
mannetje
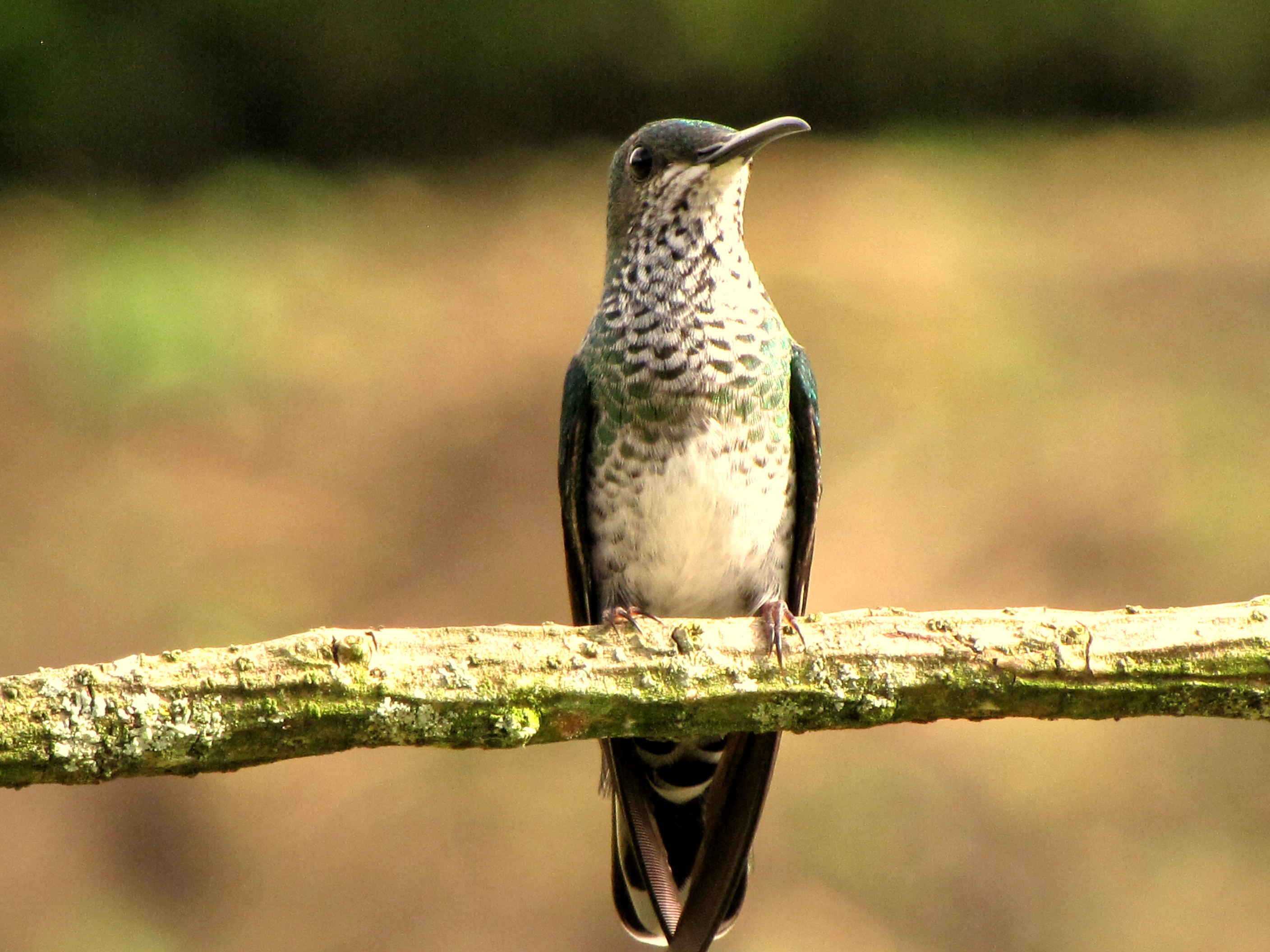
vrouwtje
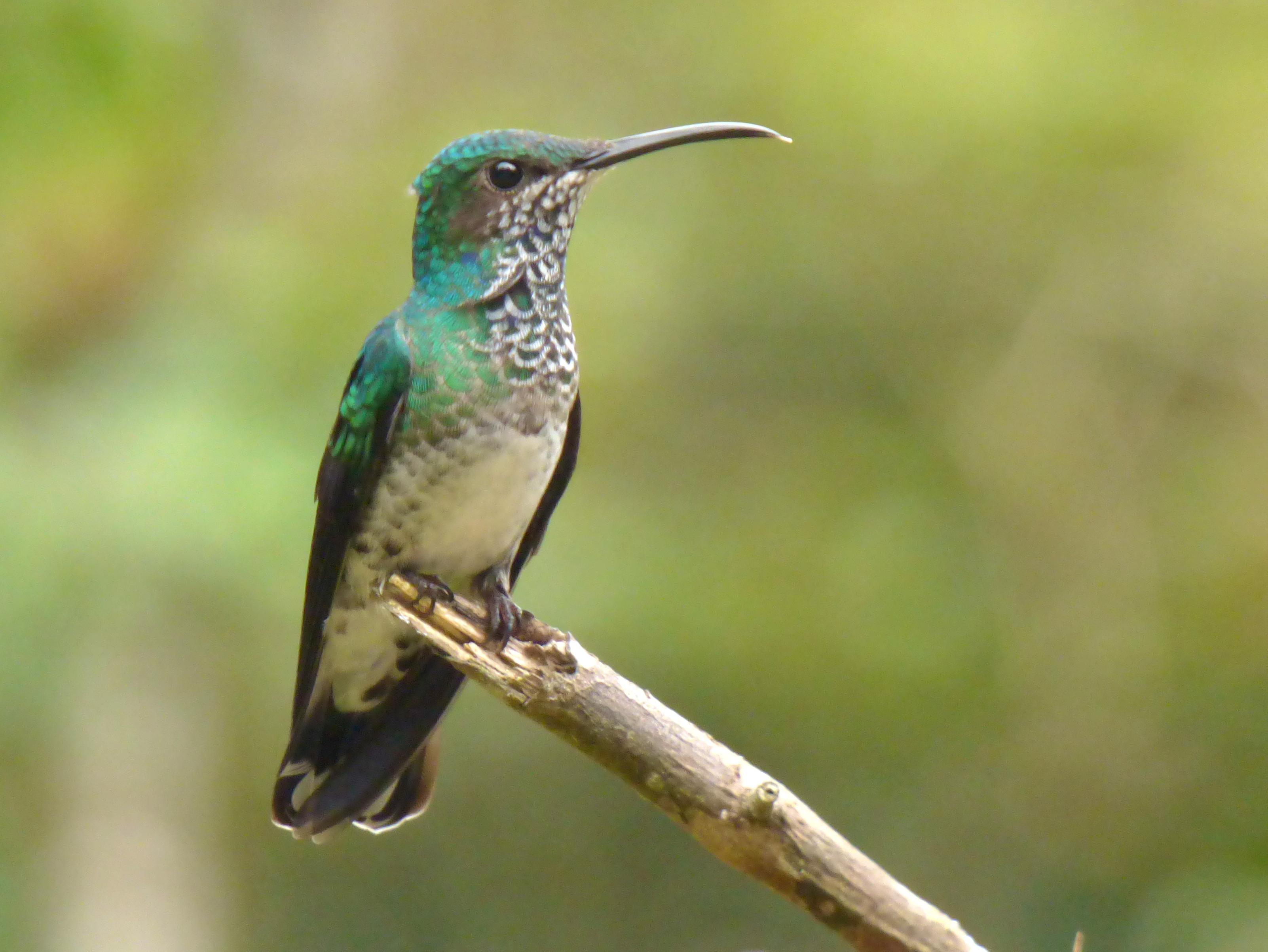
vrouwtje
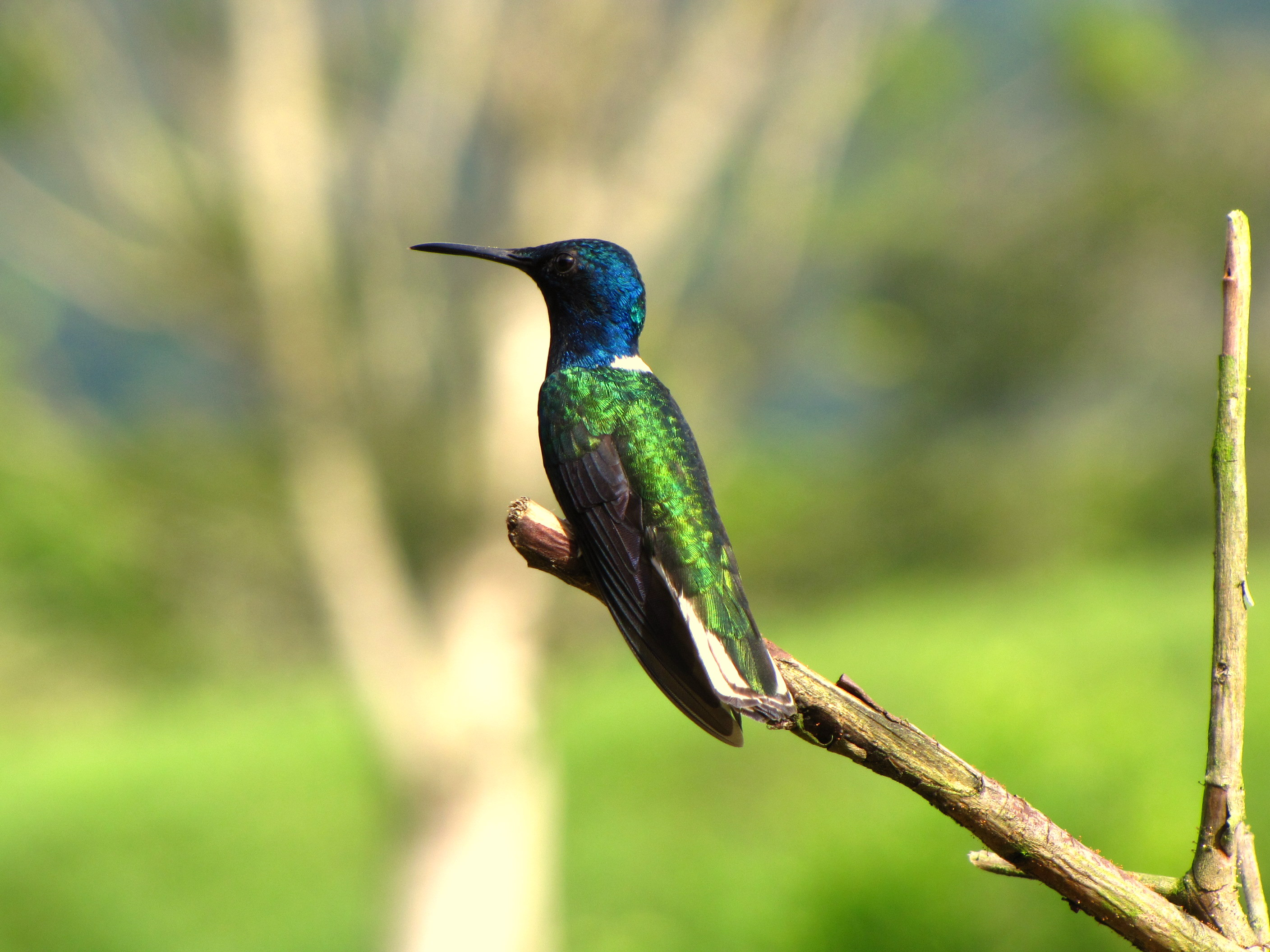
verenkleed
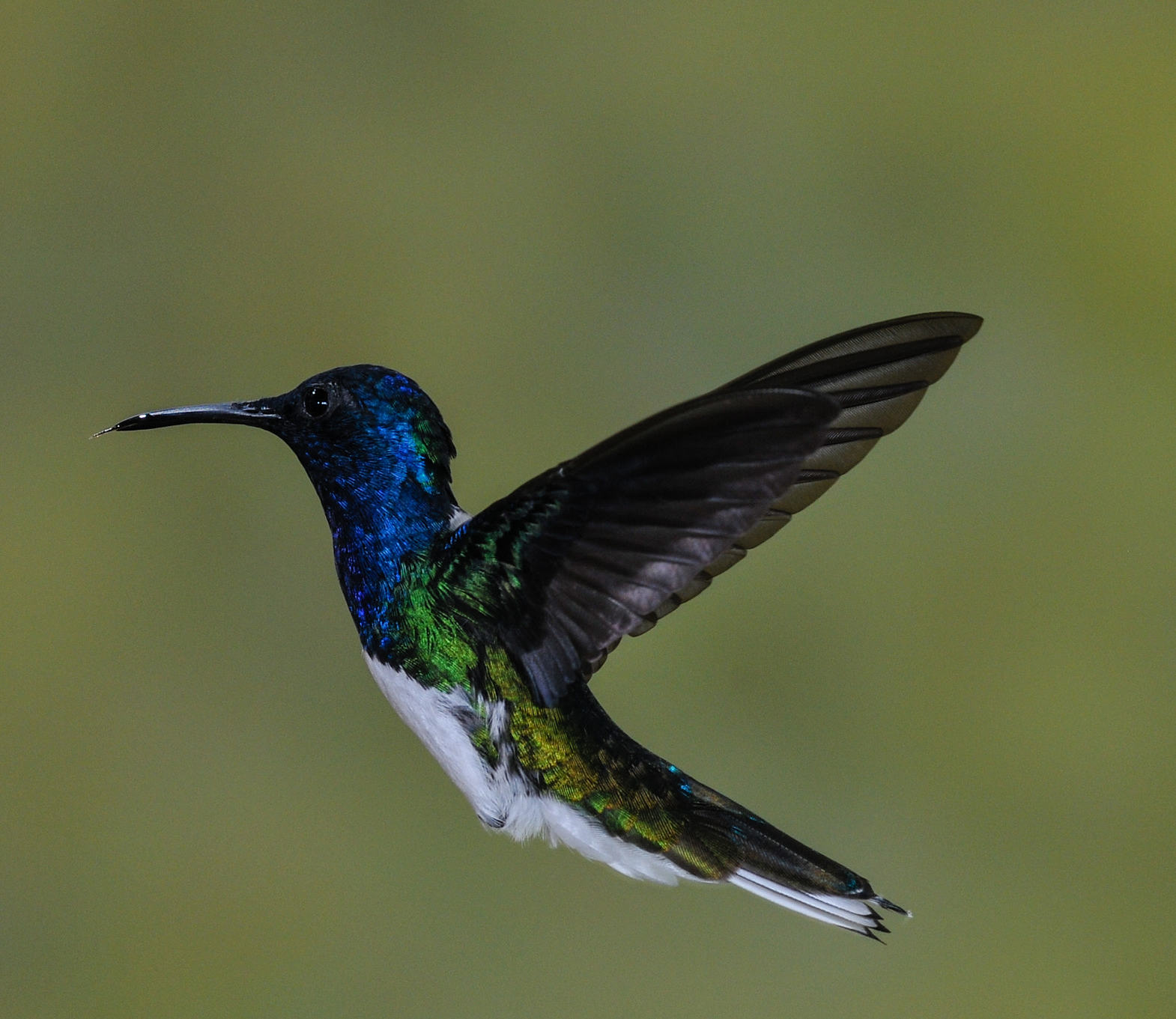
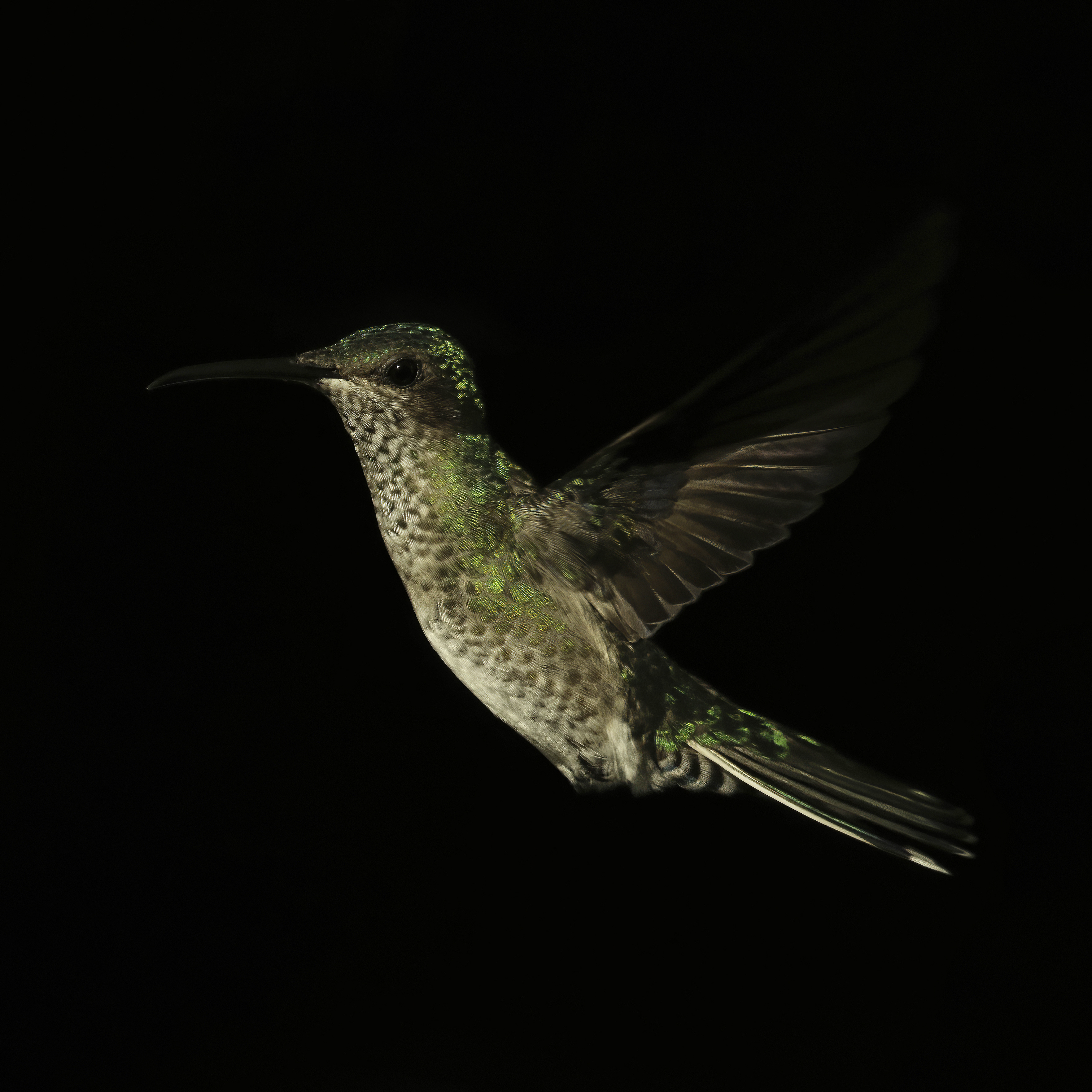